# Bichon maltais
Le bichon maltais est une race de chien méditerranéenne dont il est impossible de reconstituer l'origine, du fait de sa grande ancienneté : il était déjà connu dans la Rome antique. En France, il fait partie de la famille des bichons (5 variétés) et, en dehors de France, c'est une race à part entière. Suivant les pays, le maltais est appelé : maltese, malteser, maltezer, etc.

## Étymologie
Le mot « maltais » viendrait du phénicien màlat qui veut dire « lieu sûr », c'est l'origine du nom de Malte ; cette racine se retrouve dans d'autres lieux méditerranéens comme dans celui de l'île adriatique de Méléda (l'actuelle Mljet). Les ancêtres de ces petits chiens étaient nombreux dans les ports de la Méditerranée centrale et à bord des bateaux. Ils chassaient les rats et les souris dans les magasins de stockage des denrées et dans les cales des bateaux de commerce. Le nom tire donc son étymologie d'un lieu où ce chien était répandu et non de son utilité ou de sa fonction d'alors. C'est peut être l'Île de Malte, où on pouvait se le procurer auprès de navigateurs venant d'Égypte.

## Histoire
Le bichon maltais appartient à l'une des races les plus anciennes, citée par Ésope dans la fable Le Singe et le Dauphin, Aristote dans son Histoire des animaux parle du Μελιταῖον κυνίδιον  - Théophraste dans Les Caractères, et Lucien de Samosate, entre autres. Le Bichon maltais est connu de la Grèce antique et la Rome antique, Strabon en parle comme du chien de compagnie des matrones. Dans Les Caractères de Théophraste, le Poseur pousse l'ostentation jusqu'à faire graver, à son décès, le nom de son bichon maltais, race de chien très chère et signe de luxe,.

## Description
Ce chien d'agrément et de compagnie (groupe 9, section 1) possède un standard de la Fédération cynologique internationale (FCI) sous le patronage de l'Italie publié le 27 novembre 1989.

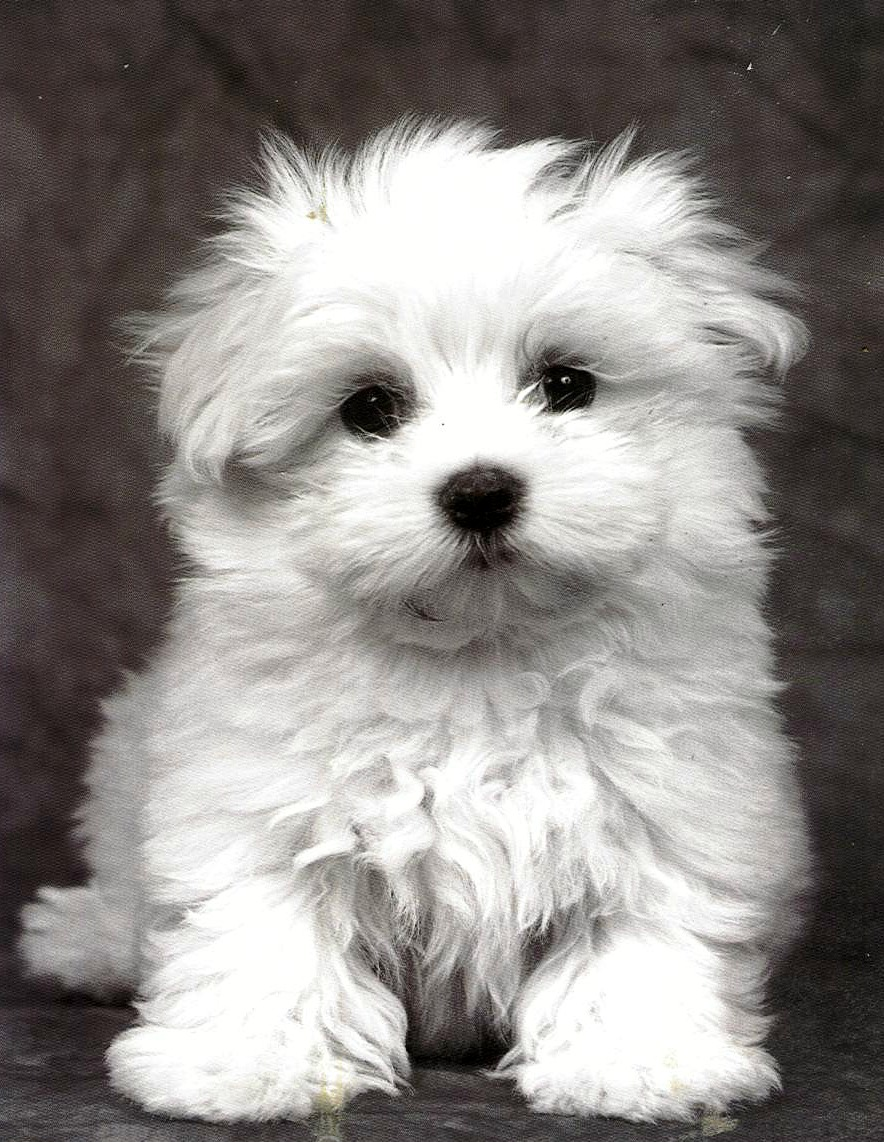
Petit bichon maltais.

Chien de petite taille, élégant au port de tête fier et distingué, de 21 à 25 cm au garrot (hag = hauteur au garrot) pour les mâles, de 20 à 23 cm pour les femelles et d'un poids compris entre 3 et 4 kg,, au tronc allongé plus long d'un bon tiers que la hauteur au garrot. La queue courbe, allant en s'effilant, a une longueur de 60 % de la hauteur au garrot (hag). Son poil de texture soyeuse sans ondulation est blanche mais il est admis qu'elle puisse tirer sur l’ivoire pâle. Sa peau comporte des taches de couleur d'un rouge plutôt sombre et la peau apparente, aux paupières à ouverture proche du cercle, aux lèvres bien jointives, à la truffe volumineuse et aux coussinets, est strictement noire. Sa tête est plutôt large égale au 6/11 hag. La longueur du museau au chanfrein rectiligne et aux faces latérales parallèles, fait les 4/11 de la longueur de la tête. Les oreilles à peu près triangulaires sont tombantes, la largeur fait 1/3 de la longueur. Les yeux, situés sur le même plan frontal aux globes à fleur de tête, sont de couleur ocre foncé. Les membres, bien appliqués au corps, bien d'aplomb et parallèles entre eux, musclés à l'ossature robuste : épaules 33 % hag, bras 40/45 % hag et avant-bras 33 % hag, cuisses 40 % hag et jambes un peu plus de 40 % hag. Il est hypoallergénique.
La personnalité du bichon maltais a été façonnée par sa longue histoire: Initialement employé à la chasse aux souris dans les ports italiens, il est aussi devenu au cours des siècles un chien de compagnie apprécié. Il est d'un tempérament vif et joueur et apprend volontiers des tours. Il est intelligent, affectueux et très attaché à son maître ce qui lui rend la solitude pénible. Il montre aussi des qualités de chien de garde en dépit de son gabarit, et donne de la voix s'il entend des bruits suspects.

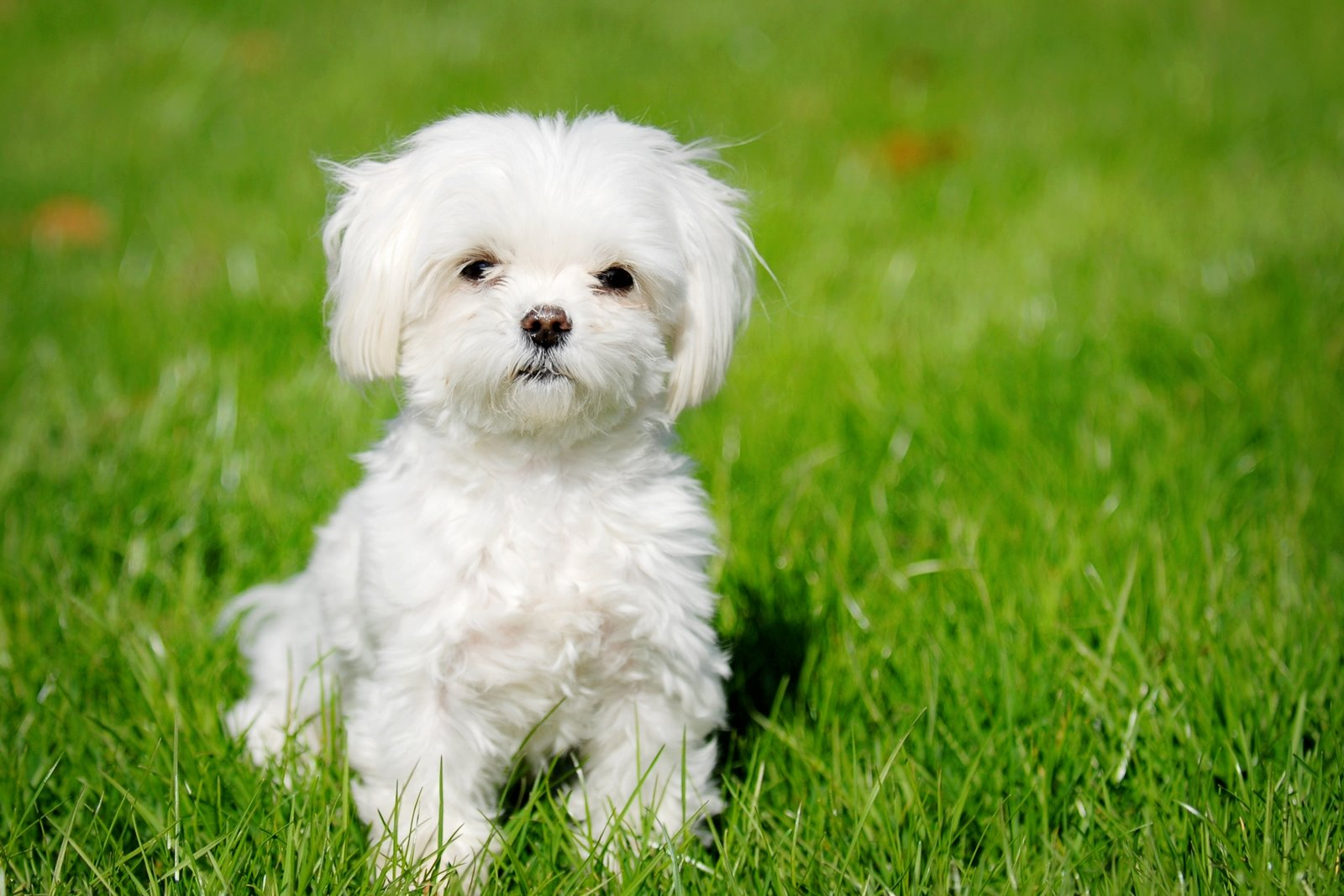
Bichon maltais.

## Santé et entretien
C'est un chien d'intérieur, qui craint le froid. Il est en général robuste mais peut parfois présenter de petits problèmes de santé comme des dermatites ou des troubles dentaires ou articulaires. Ses conduits lacrymaux peuvent aussi se boucher nécessitant un nettoyage quotidien surtout durant sa période de dentition. Son espérance de vie est d'au moins 15 ans. 